# Золотарёв, Георгий Сергеевич
Георгий Сергеевич Золотарёв (10 июля 1914, Москва — 9 июня 2006) — инженер-геолог, лауреат Сталинской премии (1952), доктор геолого-минералогических наук (1957), профессор кафедры инженерной геологии и охраны геологической среды геологического факультета МГУ (1961).

## Биография
Родился в Москве в семье служащих.
В 1932 г. окончил Московский геологоразведочный техникум, работал на инженерно-геологических изысканиях в долине р. Ангары, необходимых для проектирования Иркутской ГЭС. В 1935—1940 учился по специальности «гидрогеология» в Московском геологоразведочном институте, после окончания которого был направлен в Приморье, работал на гидрогеологических изысканиях.
С 1942 г. начальник партии и отдела инженерной геологии «Транспроекткарьер» г. Новосибирска Министерства путей сообщения СССР. С 1944 г. учился в аспирантуре Московского геологоразведочного института и одновременно исполнял обязанности начальника НИСа института.
В 1947 г. защитил кандидатскую диссертацию на тему «Морфология и условия устойчивости природных откосов в мезозойских и кайнозойских породах Среднего и Нижнего Поволжья».
С 1948 г. преподавал на геологическом факультете МГУ, сначала в должности ассистента, с 1950 г. — доцента.
В 1957 г. защитил докторскую диссертацию на тему «Геологическая история формирования склонов и её значение для оценки их устойчивости».
С 1961 г. — профессор кафедры инженерной геологии и охраны геологической среды МГУ.

## Научная деятельность
Автор около 120 научных работ по вопросам инженерной геологии.
Направления научной деятельности:
- установление геологических закономерностей формирования склонов в целях оценки их устойчивости и прогноза оползней и обвалов;
- разработка методики инженерно-геологических исследований районов крупных водохранилищ, оценка и прогноз переработки берегов;
- разработка теоретических основ и методики инженерно-геологических исследований в связи с промышленно-гражданским, подземным и гидротехническим строительством.

За участие в составлении двухтомного руководства по инженерно-геологическим исследованиям для гидроэнергетического строительства в 1952 г. присуждена Сталинская премия (в составе коллектива).
Участвовал в экспертизе проектов Куйбышевской, Саяно-Шушенской, Токтогульской, Ингурской, Камбаратинских и других ГЭС.
В МГУ выступил с инициативой создания специализации по инженерной геологии (1951); читал курсы «Инженерная геология», «Инженерная геодинамика», лекции по проблемам инженерной геологии в Югославии, Чехословакии, Венгрии, Болгарии, Франции и Египте.
Член бюро Научного совета по инженерной геологии и гидрогеологии АН СССР, председатель секции инженерной защиты территорий и сооружений научно-технического совета Госстроя СССР, председатель Координационной комиссии по межфакультетской теме «Склоновые процессы» при МГУ, Методической комиссии отделения «Гидрогеология и инженерная геология», исполкома Международной ассоциации инженеров-геологов, эксперт Госстроя СССР, Госплана СССР по проектам застройки городов и гидротехнических сооружений.
Ученики: Г. А. Голодковская, А. А. Махорин, В. С. Шипулина, И. П. Зелинский, В. А. Осиюк, Н. Л. Шешеня, Р. Э. Роот и др.

### Научные труды
Книги:
- Сборник задач по инженерной геологии [Текст] : [Для геол. фак. гос. ун-тов, для геол.-развед. ин-тов и фак. горных и горно-металлургич. вузов]. — Москва : Изд-во Моск. ун-та, 1956. — 179 с., 2 отд. л. схем. : черт.; 21 см.
- Инженерная геодинамика : [Учеб. для вузов по спец. «Гидрогеология и инж. геология»] / Г. С. Золотарев. — М. : Изд-во МГУ, 1983. — 328 с. : ил.; 25 см; ISBN В пер.
- Учебное пособие по инженерной геологии [Текст] : [Для вузов по специальности «Гидрогеология и инж. геология»] / Г. С. Золотарев, Э. В. Калинин, А. В. Минервин ; Под ред. Г. С. Золотарева. — Москва : Изд-во Моск. ун-та, 1970. — 383 с., 1 л. карт., 3 отд. л. ил. : черт., карт.; 26 см.
- Формирование берегов Ангаро-Енисейских водохранилищ / Отв. ред. Г. С. Золотарев, В. С. Кусковский. — Новосибирск : Наука : Сиб. отд-ние, 1988. — 110,[2] с. : ил.; 24 см. — (Тр. Ин-та геологии и геофизики им. 60-летия СССР / АН СССР, Сиб. отд-ние; Вып. 725).; ISBN 5-02-028767-9
- Проблемы инженерной геологии ГАЭС и водохранилищ с нестационарным уровенным режимом : (На прим. исслед. на Сред. Днестре) / [Золотарев Г. С., Роот П. Э., Рагозин А. Л. и др.]; Под ред. Г. С. Золотарева. — М. : Изд-во МГУ, 1983. — 265 с. : ил., 1 отд. л. схем.; 21 см; ISBN В пер.